# 李玫瑾
李玫瑾（1958年9月—），女，上海人，中国人民公安大学犯罪心理学教授。中国警察协会学术委员，中国青少年犯罪研究会副会长，中国心理学会法心理学专业委员会副主任，犯罪心理及测试专业方向研究生导师组组长，公安大学犯罪心理学学科带头人，专业技术二级警监。

## 生平
1958年9月出生。1977年，李玫瑾就读于中国人民大学哲学系。1982年，开始在中国人民公安大学任教，从事犯罪心理学、未成年犯罪等研究。1999年出版著作《犯罪心理学》。
李玫瑾经常就中国大陆发生的严重罪行接受媒体采访，发表个人对嫌疑人的心理状态评估意见。

## 争议
对于药家鑫案中的罪犯连续数次举刀捅人行为，李玫瑾评价为“因为他弹钢琴，手习惯了向下连续动作”，分析其杀人手法与弹钢琴类似：“他拿刀扎向这个女孩的时候，我认为他的动作是在他心里有委屈，在他有痛苦，在他有不甘的时候，却被摁在钢琴跟前弹琴的一个同样的动作”。此言论受到强烈质疑。。
李的教育经历中的 “1977年就读于中国人民大学哲学系”也因药家鑫案遭到媒体质疑真实性。有网络媒体指出：“人民大学在1970年—1977年被迫关闭，1977年根本不存在人民大学”，但中国警察网赴人民大学调查后认为“李玫瑾教授应该是中国人民大学1977级哲学系学生”。